# 최항 (1209년)
최항(崔沆, 1209년~1257년 5월 17일(윤 4월 2일))은 고려 시대 후기의 무신, 권신, 정치가이다. 본관은 우봉(牛峯)이다. 초명은 최만전(崔萬全)이며 불교 승려 시절 법명은 법우(法祐)이고 최우의 서자(庶子)이며 최충헌의 손자이다. 처음에 송광사의 중이 되었으나 1248년 아버지의 명으로 환속하여 상호군과 호부상서를 거쳐 추밀원지주사에 올랐다. 뒤에 중서령(中書令)에 이르렀으며 진평공(晋平公)에 추증되었다.
1249년부터 1257년까지 8년 동안 고려 왕조의 실권을 맡았다.
정순왕후의 외삼촌으로, 누이 최씨의 딸이 원종의 비 정순왕후에 간택되어 다시 왕실의 외척이 되었다. 그러나 그가 죽고 무신정권은 몰락하게 된다. 임익(任翊), 권위(權韙) 등의 문인에게서 글과 예를 배웠다.

## 생애

### 서자와 승려
최우의 서자로 창기(娼妓) 서련방의 소생이며 최항 본인의 묘지명에 따르면 1209년에 태어났다. 본관은 우봉(牛峯)이며, 처음 이름은 만전(萬全)이라고 불렀다.
처음 송광사에서 형인 만종과 함께 승려가 되어 쌍봉사 주지로 있다가 1248년 고종 35년에 아버지 최우가 병이들자 속세에 돌아와 항으로 개명하였다. 임익(任翊)에게 글을 배우고 권위(權韙)에게 예를 익혔으며, 당시 고려 시대에 부(父)나 조부(祖父)가 관직생활을 했거나 국가에 공훈을 세웠을 경우에 그 자손을 과거에 의하지 않고 특별히 품계를 받을 수 있었던 '음서제도'로 관직에 올랐다.

### 관료 생활과 집권
아버지 생전에 좌우위상호군(左右衛上護軍) 호부상서(戶部尙書)를 지냈다. 추밀원 지주사(樞密院 知奏使)가 되어 아버지 최우로부터 가병(家兵) 5백 명을 분양받았다.
1249년 최우가 죽은 뒤에 정권을 인수하여 은청광록대부(銀靑光祿大夫)로 승진 추밀원부사(樞密院副使)가 되었다가, 이병부상서(吏兵部尙書) 어사대부(御史大夫) 태자빈객(太子賓客)을 거쳐 병부상서가 되어 동북면병마사(東北面兵馬使)를 겸하였다. 이어 동서북면을 총괄하는 교정별감(敎定別監)에 취임한다.

### 살상과 권력 강화
시기심이 많아 1249년 김약선의 아들이자 김경손의 조카인 김미(金敉)는 최항이 자신을 죽이려 한다는 소식을 듣고 김경손에게 밀지를 보내 최항을 제거할 것을 상의 및 모의하였으나 자신에게 화가 미칠 것을 우려한 김경손은 최항에게 이를 밀고하여 용서를 구했지만 최항은 김미를 삭방출가시키고 김경손 장군을 백령도에 유배보냈다. 1250년 전추밀원부사(前樞密院副使) 주숙(周肅) 등을 죽였으며, 무고(誣告)를 듣고도 사람을 시켜 조사하지 않고 이를 맹신하였다. 1251년 계모 대씨(大氏)를 독살하고, 그 일당인 추밀원지사(樞密院知事) 민희(閔曦)와 추밀원부사(樞密院副事) 김경손(金慶孫)을 유배지로 가는 도중에 죽였다. 이어 좌승선(左承宣) 최환(崔峘), 장군 김안(金安), 지유(指諭) 정홍유(鄭洪裕) 등을 유배시키고, 참지정사(參知政事) 정안(鄭晏)을 죽였다.
각 주현의 세금을 감하는 한편 여러 도(道)의 구실아치(아전)를 감원하여 인건비를 절약하여 인망을 얻었다. 아버지의 식읍, 진양후(晋陽候)의 봉작, 대장경의 판각과 강도(江都)의 축성과 대묘(大廟) 창건 등의 공을 표창하는 모든 것을 다 사양하고 받지 않았다.
처음 아내 최온(崔瑥)의 딸을 버리고 조계전(趙季甸)의 딸을 취하였으며, 조부 최충헌의 초상화를 창복사(昌福寺)에, 아버지 최우의 초상화를 선원사(禪源寺)에 옮기는 데 성대한 의식을 베풀었다.
다른 사람을 헐뜯는 말을 잘 믿어 사사로운 감정으로 무고하는 자에게도 상을 주고 무고를 받은 자는 가차없이 추국하여 엄벌에 처하였다. 그리하여 1250년 음력 3월에는 주숙(周肅)·장군 김효정(金孝靖) 등을 귀양 보내는 도중에 죽였으며, 장군 최종필(崔宗弼), 나주 부사 이균 등을 귀양 보냈다.

### 몽골과의 외교전
1252년 몽골의 사신 다가(多可) 등이 들어오는데, 고종이 강화도에서 나와 육지로 올라와 친히 사신을 맞으라고 요구하자 모든 신하들이 다 그대로 시행하기를 결의하였으나, 최항이 홀로 이를 거부하고 대리로 신안공(新安公) 전(佺)을 보내 맞이하게 하였다.
1253년 몽골은 이를 빌미로 야굴(也窟)과 대군을 보내 고려를 침입하였고, 고종에게 강화에서 환도하기를 독촉하여 침입하자 영녕공(永寧公) 준(綧) 등이 태자를 보내어 몽골군을 무마시키자고 건의하였으나 끝까지 거절하였다.

### 생애 후반
몽골에서 강화(江華) 출륙(出陸)을 요구하자 승천부(昇天府)에 신궐(新闕)을 짓고 응하는 것처럼 위장하였으나, 비밀리에 원종에게 주청하여 사신 접견을 강력히 반대했으며, 1252년에는 몽골에서 파견된 사신 다가(多可) 등이 왕의 출륙 친영(親迎)을 요구해 오자 왕이 몸이 불편하다는 핑계로 종실인 신안공(新安公) 왕전(王佺)을 보내어 대신 몽골 사신들을 대면하게 하는 등 아버지 최우의 항몽 정책을 계승, 강경책을 썼다. 1253년 문하시중에 올랐다. 1256년 제중강민공신(濟衆康民功臣)에 봉해졌으며, 중서령감수국사(中書令監修國史)로 재직 중 1257년 제3대 고려 최씨무신정권의 집권자로 재위 8년, 오십을 바라보는 나이로 독살되어 사망했다.

## 사후
1257년 사후에 ‘진평공’(眞平公)에 추증하였으며, 적자가 없었으므로 송서(宋壻)의 종이 낳은 최의로 후사를 삼았고, 원종 때에 그의 고택을 철거하였으며 그 땅을 집이 없는 백성들에게 나누어 주었다.
강화도 진강산 일대에 안장되었다 1963년 강화도 강화군 송해면 양오리의 야산에서 최항 묘지석이 발견되고, 그의 묘소 근처로 추정되는 곳에서 발견된 《청자 동화연화문 표주박모양 주전자》가 출토되었다. 국보 133호로 지정되었다.
그의 묘지명에 의하면 공신호와 관직 시호는 다음과 같다

康民濟世功臣
강민제세공신
特進 金紫光祿大夫 守大師 開府儀同三司 中書令 上柱國 上將軍 監修國史 判吏部御史臺事 大子大師 晉平郡 開國公 食邑三千戶 食實封一千戶 贈諡 光正
특진 금자광록대부 수대사 개부의동삼사 중서령 상주국 상장군 감수국사 판이부어사대사 대자대사 진평군 개국공 식읍삼천호 식실봉일천호 증시 광정

## 가족 관계
- 증조부: 최원호
- 증조모: 진강국대부인 유씨부인
  - 종조부: 최충수
  - 대고모: 최씨
    - 내종숙: 박진재

  - 대고모: 최씨
  - 대고부 겸 증외종조부 : 유숙
- 조부: 최충헌(崔忠獻, 1149년 ~ 1219년)
- 아버지: 최우(崔瑀, 1166년 ~ 1249년)
- 어머니: 정씨
  - 누이 : 최씨
  - 매부 : 김약선
    - 외조카딸 : 정순왕후, 원종의 비, 충렬왕의 어머니
- 생모 : 서련방(瑞連房) - 창기 출신
  - 형 : 만종(萬宗) - 승려
- 정실 : 최씨(崔氏) - 최온(崔瑥)의 딸
- 계실 : 조씨(趙氏) - 조계순(趙季珣)의 딸
- 첩 : 이름 미상 - 송서(宋壻)의 여종
  - 아들: 최의
- 첩 : 심경(心鏡) - 최항이 죽은 후 최의의 첩이 됨.

## 최항이 등장한 작품
- 《무신》(MBC, 2012년~2012년, 배우:백도빈)

## 평가
집권 초에는 각 지방의 별공(別貢)과 어량(魚梁, 船舶稅)을 면제하고 가렴주구(苛斂誅求)를 일삼던 교정도감(敎定都監)의 수획원(收獲員)들을 소환, 처벌, 해임하여 민심의 지지를 얻었다. 또한 교정별감의 수획원들의 횡포가 크자 안찰사(按察使)에게 그 임무를 맡기는 등 인심을 얻으려고 힘썼으나 점차 사치와 향락을 추구하였다. 또한 무고(誣告)를 맹신하여 여러 사람을 살상하였다.

## 같이 보기
- 무신정변
- 최씨 정권
- 최우
- 최충헌
- 정순왕후

## 고려사에 최항 편에 실린사세구
桃花香裏幾千家, 錦幄氤氳十里斜.

無賴狂風吹好事, 亂驅紅雨過長河.

복사꽃 향기는 수천 집을 감쌌는데, 비단 휘장 향취는 십 리에 빗겼구나.

난데없는 미친 바람 좋은 자리에 불어오니, 붉은 꽃잎 마구 몰아 긴 강을 지나가네.

## 참고 문헌
| 전임 최우 | 제7대 고려 무신정권의 집권자 제3대 고려 최씨무신정권의 집권자 1249년 ~ 1257년 | 후임 최의 |